# Saint-Simon (Cantal)
Saint-Simon is een gemeente in het Franse departement Cantal (regio Auvergne-Rhône-Alpes). De plaats maakt deel uit van het arrondissement Aurillac. Saint-Simon telde op 1 januari 2022 1.142 inwoners.

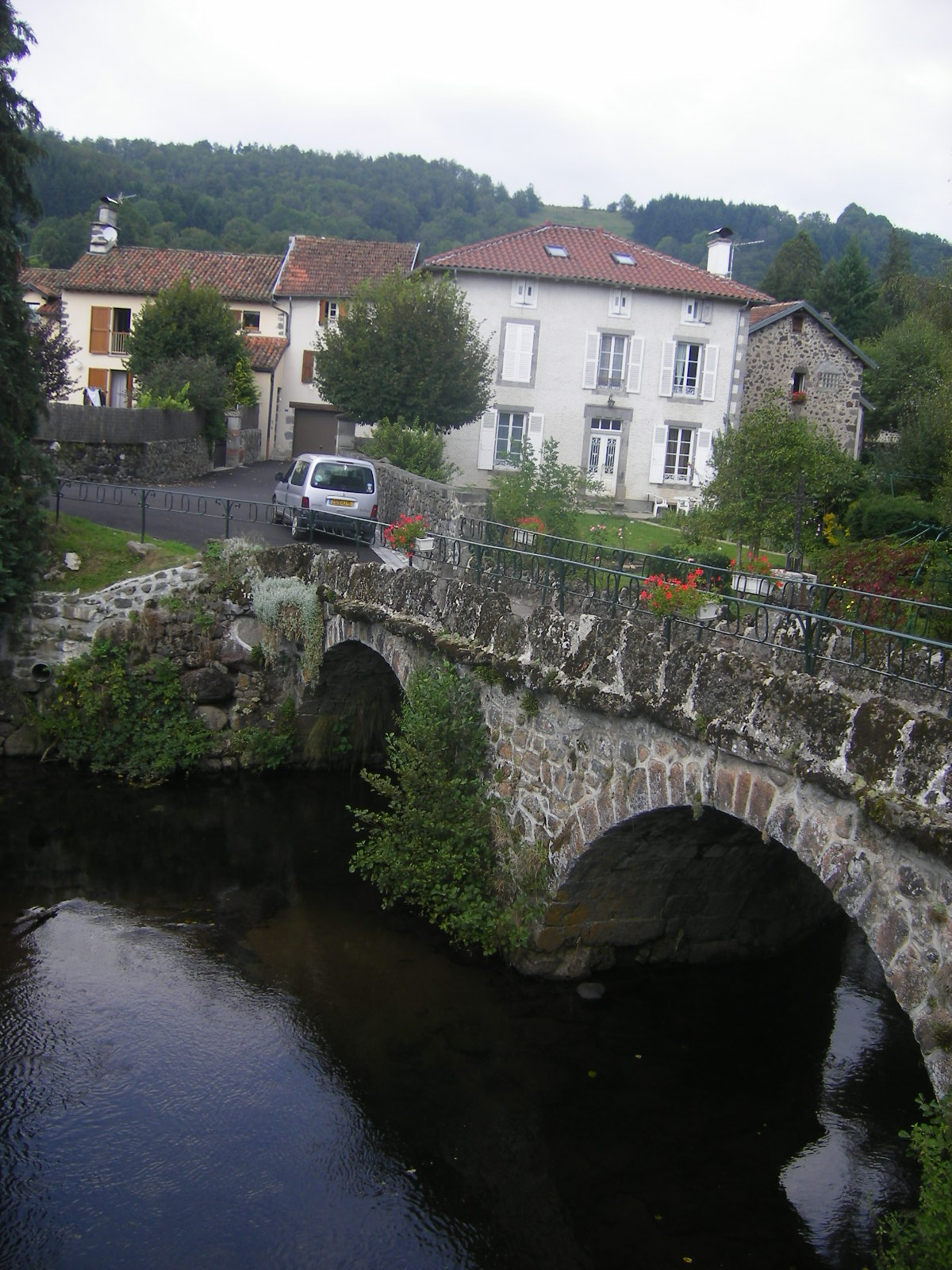
Saint-Simon
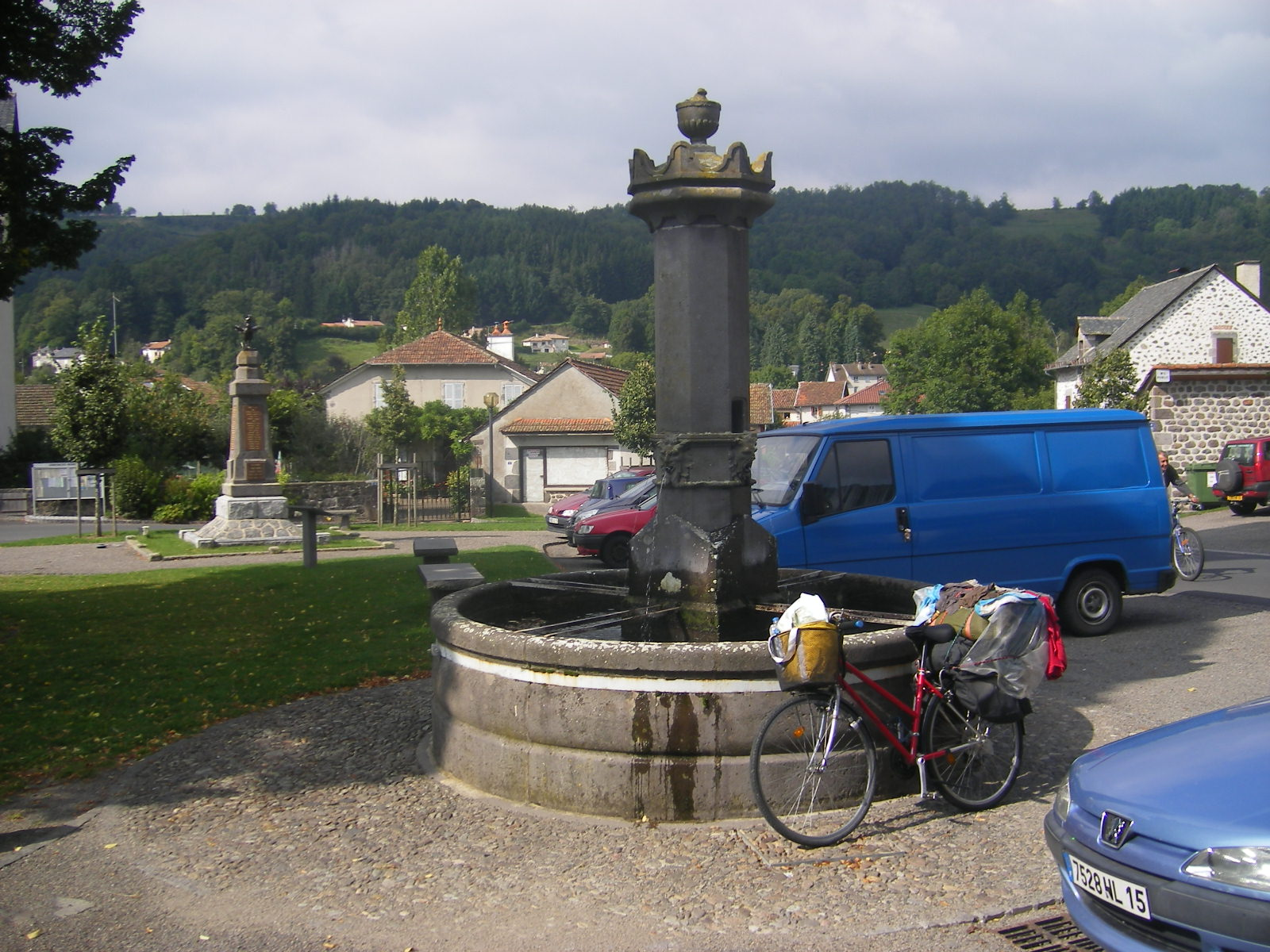
Saint-Simon
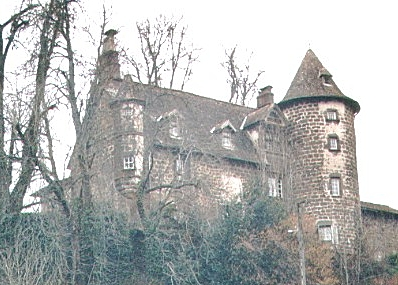
Kasteel Oyez

## Geografie
De oppervlakte van Saint-Simon bedroeg op 1 januari 2022 27,27 vierkante kilometer; de bevolkingsdichtheid was toen 41,9 inwoners per km².
De onderstaande kaart toont de ligging van Saint-Simon met de belangrijkste infrastructuur en aangrenzende gemeenten.

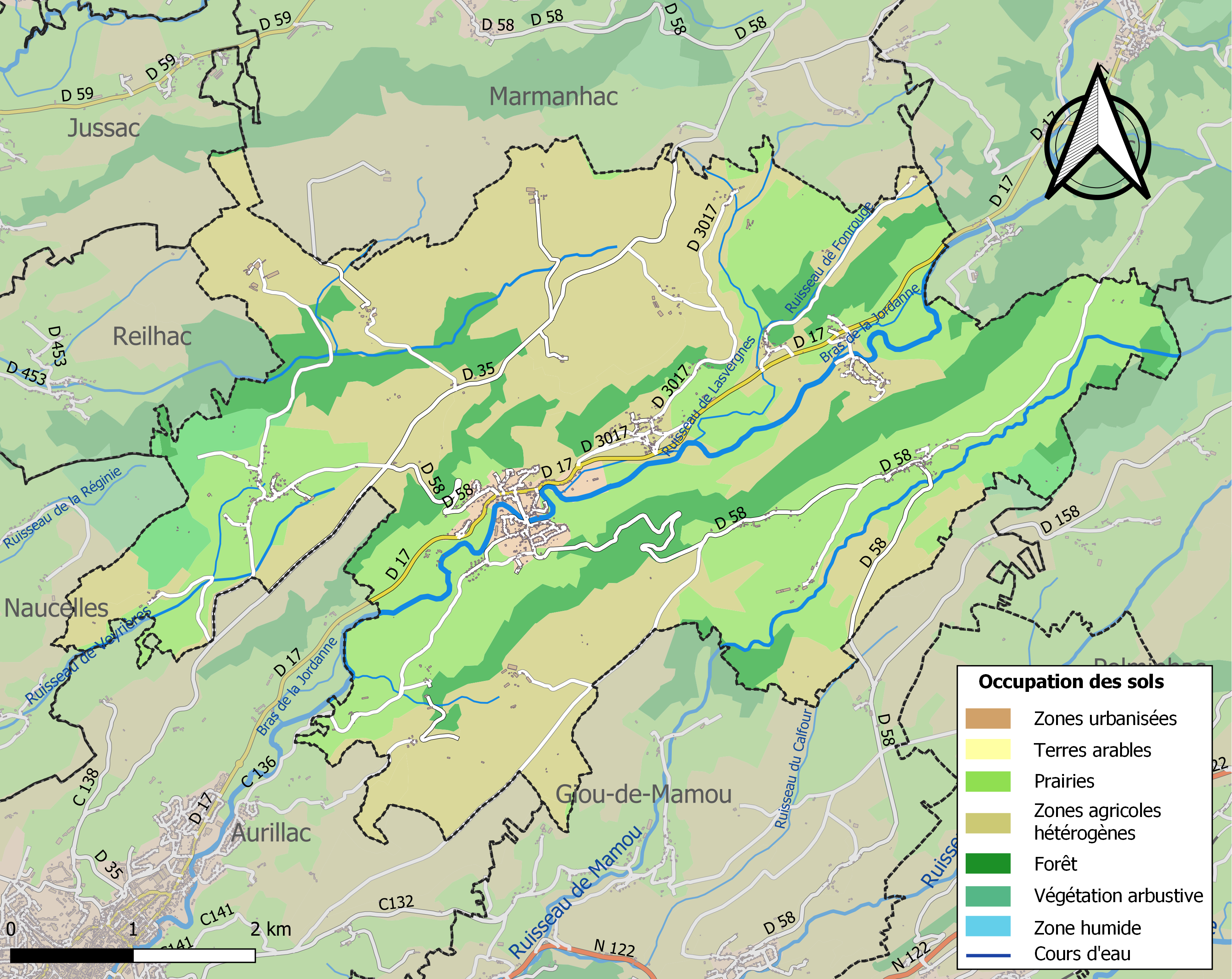

## Demografie
Onderstaande figuur toont het verloop van het inwonertal (bron: INSEE-tellingen).

Vanwege een beveiligingsprobleem met de MediaWiki Graph-software is het momenteel niet mogelijk deze grafiek weer te geven. Zodra de software is bijgewerkt zal de grafiek vanzelf weer zichtbaar worden.

## Geboren
- Paus Silvester II (±946-1003), geboren als Gerbert van Aurillac